# Return of the Bunny Suicides
Return of the Bunny Suicides ist das 2004 erschienene Nachfolgewerk der schwarzhumorigen Comicsammlung The Book of Bunny Suicides: Little Fluffy Rabbits Who Just Don't Want To Live Any More von Andy Riley. Die Comics beschreiben kleine Kaninchen bzw. Häschen, die sog. „Bunnies“, die sich auf jedwede grausame Art umzubringen suchen.

## Inhalt
Der Inhalt des Buches lehnt sich in der Dramaturgie der Comics sehr stark an das Prinzip der Rube-Goldberg-Maschine an, das schon sein Vorgänger benutzte. Riley bezieht sich in seiner Arbeit stark auf den britischen Cartoonisten William Heath Robinson. Das Buch setzt auch verstärkt auf parodistische Verwurstung diverser politischer bzw. gesellschafts- und popkultureller Themen, wie z. B. Der Herr der Ringe, in welcher ein Bunny seinen Selbstmord provoziert, indem es Pfeffer in das Auge Saurons streut oder sich unter die fallende Statue von Saddam Hussein stellt.